# Saint-Paul-de-Serre
Saint-Paul-de-Serre is een gemeente in het Franse departement Dordogne (regio Nouvelle-Aquitaine) en telt 236 inwoners (1999). De plaats maakt deel uit van het arrondissement Périgueux.

## Geografie
De oppervlakte van Saint-Paul-de-Serre bedraagt 10,4 km², de bevolkingsdichtheid is 22,7 inwoners per km².
De onderstaande kaart toont de ligging van Saint-Paul-de-Serre met de belangrijkste infrastructuur en aangrenzende gemeenten.

## Demografie
Onderstaande figuur toont het verloop van het inwonertal (bron: INSEE-tellingen).